# 希陶盾蕨
希陶盾蕨（学名：Neolepisorus tsai）为水龙骨科盾蕨属下的一个种。